# Championnat des Émirats arabes unis de football 1994-1995
Navigation
Saison suivante Saison suivante
La saison 1994-1995 du Championnat des Émirats arabes unis de football est la vingt-et-unième édition du championnat national de première division aux Émirats arabes unis. Les dix meilleures équipes du pays sont regroupées au sein d'une poule unique où elles s'affrontent deux fois, à domicile et à l'extérieur. En fin de saison, le dernier du classement est relégué et remplacé par le meilleur club de deuxième division.
C'est le club d'Al Shabab Dubaï qui remporte la compétition, après avoir terminé en tête du classement final, avec six points d'avance sur Al Ain Club. C'est le 2e titre de champion des Émirats arabes unis de l'histoire du club, après celui remporté en 1990.

## Les clubs participants
| - Sharjah SC - Al-Wahda Club - Al Ahly Dubaï - Al Ain Club - Al-Khaleej Club - Promu de D2 | - Al Sha'ab Sharjah - Al Nasr Dubaï - Al Shabab Dubaï - Al Wasl Dubaï - Al Jazira Club |

## Compétition

### Classement
Le classement est établi sur le barème de points classique (victoire à 2 points, match nul à 1, défaite à 0).
| Rang | Équipe              | Pts | J  | G  | N | P | Bp | Bc | Diff |
| ---- | ------------------- | --- | -- | -- | - | - | -- | -- | ---- |
| 1    | Al Shabab Dubaï     | 29  | 18 | 12 | 5 | 1 | 26 | 9  | +17  |
| 2    | Al Ain Club (SC)    | 23  | 18 | 7  | 9 | 2 | 26 | 15 | +11  |
| 3    | Al Wasl Dubaï       | 18  | 18 | 6  | 6 | 6 | 25 | 20 | +5   |
| 4    | Al Sha'ab Sharjah   | 18  | 18 | 6  | 6 | 6 | 21 | 18 | +3   |
| 5    | Al Nasr Dubaï       | 18  | 18 | 6  | 6 | 6 | 21 | 24 | -3   |
| 6    | Sharjah SC (T) (C)  | 17  | 18 | 6  | 5 | 7 | 25 | 24 | +1   |
| 7    | Al Ahly Dubaï       | 16  | 18 | 4  | 8 | 6 | 17 | 24 | -7   |
| 8    | Al-Khaleej Club (P) | 15  | 18 | 6  | 3 | 9 | 16 | 23 | -7   |
| 9    | Al-Wahda Club       | 14  | 18 | 4  | 6 | 8 | 21 | 22 | -1   |
| 10   | Al Jazira Club      | 12  | 18 | 3  | 6 | 9 | 16 | 35 | -19  |

|  | Qualification pour la Coupe des clubs champions 1995-1996                                   |
|  | Qualification pour la Coupe des Coupes 1995-1996                                            |
|  | Relégation directe en deuxième division                                                     |
|  | (T) : Tenant du titre (C) : Vainqueur de la Coupe des Émirats arabes unis (P) : Promu de D2 |

## Bilan de la saison
| Championnat des Émirats arabes unis de football 1994-1995                        |                            |
| Champion                                                                         | Al Shabab Dubaï (2e titre) |
| Coupes et trophées                                                               |                            |
| Vainqueur de la Coupe des Émirats arabes unis 1994-1995                          | Sharjah SC                 |
| Qualifications continentales                                                     |                            |
| Coupe des clubs champions 1995-1996                                              | Al Shabab Dubaï            |
| Coupe des Coupes 1995-1996                                                       | Al Ain Club                |
| Promotions et relégations                                                        |                            |
| Promus en UAE Football League                                                    | Bani Yas Club              |
| Relégués en Championnat des Émirats arabes unis de football de deuxième division | Al Jazira Club             |